# René-Pierre Eschassériaux
René-Pierre Eschassériaux (Agen, 11 mei 1850 - Parijs, 20 februari 1906) was een Frans diplomaat en politicus.

## Biografie
Ten tijde van het Tweede Franse Keizerrijk vervoegde hij het Frans diplomatiek korps. Ten tijde van de Derde Franse Republiek was hij vervolgens parlementslid, tussen 1876 en 1881. Hij zetelde in de bonapartistische fractie Appel au peuple.
Hij was de zoon van baron Eugène Eschassériaux en een kleinzoon van baron Joseph Eschassériaux.